# Hiram N. Vineberg

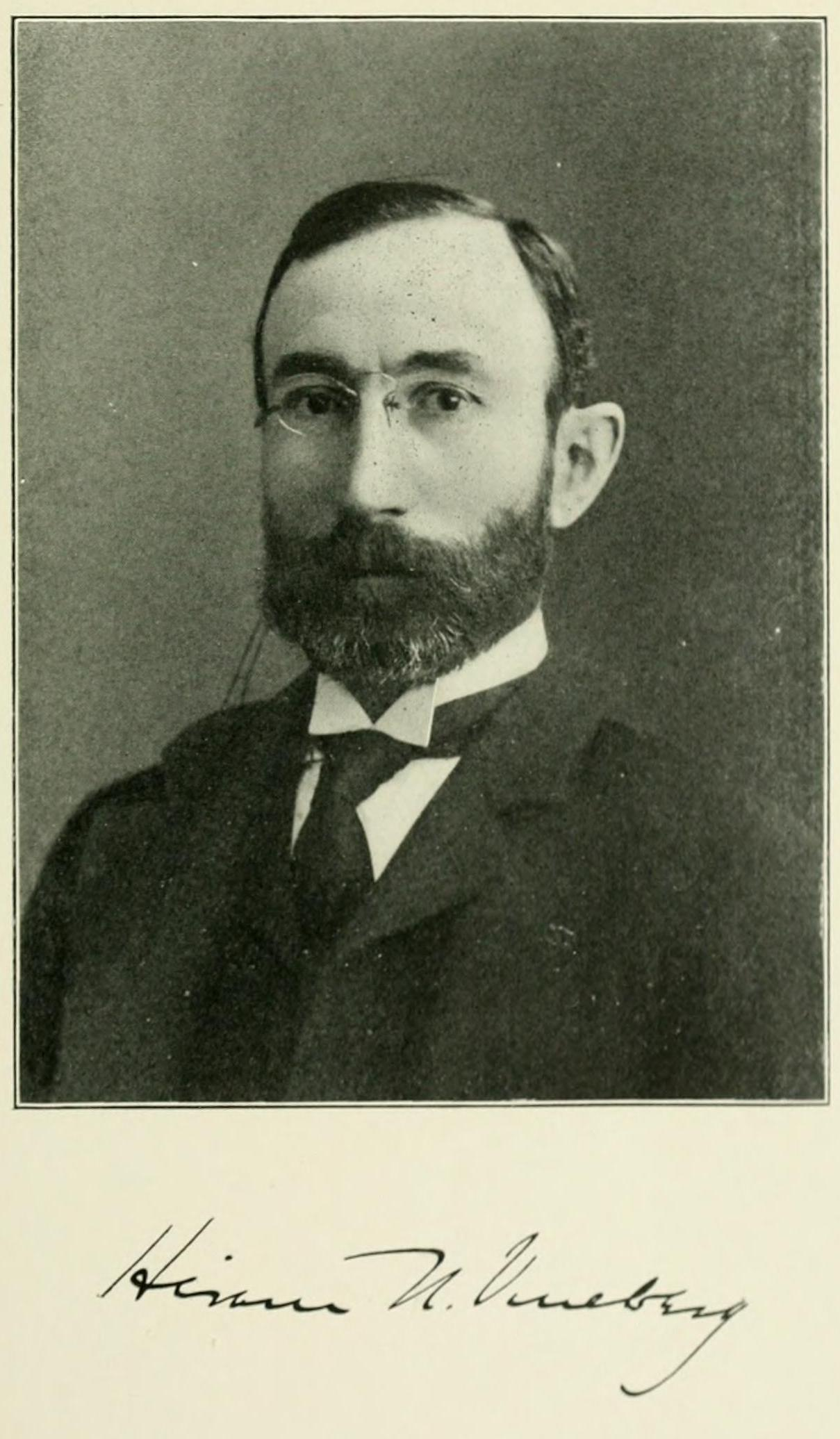
Hiram Nahum Vineberg

Hiram Nahum Vineberg (ur. 20 grudnia 1857, zm. 4 maja 1943 w Nowym Jorku) – amerykański lekarz ginekolog.

## Życiorys
Syn Aleksandra i Anny. Urodził się w Rosji, jako jedno z bliźniąt; matka zmarła przy porodzie. Rodzina wyemigrowała do Kanady i osiedliła się w Cornwall w Ontario. W wieku czternastu lat podobno uciekł z domu by móc kontynuować naukę. Ukończył McGill University School of Medicine w 1878. Za wyniki w nauce odznaczono go złotym medalem Holmesa. Przez krótki czas praktykował w Montrealu, po czym zatrudnił się jako lekarz okrętowy i trafił najpierw do Anglii, a stamtąd na statku Western Monarch do Nowej Zelandii. Zarejestrował się jako lekarz w Wellington w styczniu 1880 roku. Z Nowej Zelandii wkrótce przeniósł się na Hawaje, gdzie z polecenia króla Kalākaua został lekarzem na wyspie Oʻahu. Potem przez pewien czas był lekarzem na wyspie Molokaʻi i leczył trędowatych w kolonii ojca Damiana. Wrócił do Kanady i osiadł w Portage la Prairie w Manitobie, gdzie przez trzy lata od 1881 do 1883 prowadził praktykę. Chcąc specjalizować się w ginekologii w 1883 opuścił Portage la Prairie i odbył podróż do Europy, zwiedzając kliniki w Berlinie, Gdańsku, Pradze i Wiedniu. 
W 1886 powrócił do Ameryki i osiadł w Nowym Jorku. Od 1890 związany z Mount Sinai Hospital. Pracował też w St. Mark's Hospital, Montefiore Home for Chronic Invalids, Har Moriah Hospital.
Z okazji 85. urodzin doktora Vineberga ukazał się w 1943 specjalny numer „The Journal of the Mt. Sinai Hospital”, do którego wstępny artykuł napisał Bernard Sachs. Zmarł we śnie 5 maja 1945 roku w swoim domu. 
Na jego cześć utworzono Hiram N. Vineberg Research Fund. 
Należał do American Medical Association, American College of Surgeons, New York Obstetrical Society (przewodniczący), American Gynecological Society (pierwszy wiceprzewodniczący), New York County Medical Society, New York County Medical Association, New York Academy of Medicine, Harlem Medical Association, Metropolitan Medical Society, American Jewish Comittee. 
9 września 1891 ożenił się z Leną Bernheim (zm. 1937).

## Dorobek naukowy
Był autorem blisko stu prac naukowych. Jako pierwszy zwrócił uwagę na rzadkość raka szyjki macicy u Żydówek: w 1909 roku opublikował pracę, w której podał, że spośród 18500 pacjentek przyjętych przez niego w ciągu czternastu lat praktyki, rozpoznał jedynie dziewięć przypadków tego nowotworu. Wszystkie kobiety, u których rozwinął się rak szyjki macicy, pochodziły z biednych i zaniedbanych środowisk. Zajmował się również później tym zagadnieniem. Prace te są do dziś cytowane w opracowaniach epidemiologicznych dotyczących raka szyjki macicy.

## Wybrane prace
- Practical Points in the Diagnosis and Treatment of Malaria in Children. Transactions of the American Pediatric Society  1, ss. 159-187 (1889)
- Catarrhal Salpingitis. Medical Record ss. 71-72 (1897)
- The Treatment of Puerperal Sepsis. Transactions of the American Gynecological Society 28 ss. 84-119 (1903)
- Tuberculosis of the Vaginal Portion and of the Uterus, with the Report of a Case. Transactions of the American Gynecological Society 28 s. 264-278
- The End Results with Various Operative Procedures for Procidentia Uteri Prior and Subsequent to the Menopause. Transactions of the American Gynecological Society 37 ss. 438-449 (1912)
- The treatment of retro-displacement of the uterus with adhesion, by Brant's method (1891)
- The technique and indications of vagino-fixation (Mackenrodt's operation) (1894)
- A Contribution To the Study of Lactation-Atrophy of the Uterus. American Journal of the Medical Sciences 112, 1, ss. 48-61 (1896)
- Acute catarrhal salpingitis: its resemblance to appendicitis; differential diagnosis; treatment (1896)
- Indications for vaginal fixation, with especial reference to the behavoir of pregnancy and labor after the operation (1896)
- Conservative surgery upon the uterus and its annexa through the vaginal route (1896)
- Three Years' Experience With Vaginal Suturing Of The Round Ligaments For Retroversions And Flexions Of The Uterus. JAMA 33, 17, ss. 1013-1015 (1899)
- Hairpin removed from the bladder througli a No 12 Kelly's cystosoope. Philadelphia Med. Journ (1900)
- The Differential Diagnosis Of Ectopic Pregnancy. With Especial Reference Between It And That Of Early Uterine Abortion. JAMA 36, 19, ss. 1305-1307 (1901)
- Pyelitis in Pregnancy and the Puerperium. Southern Medical Journal 1, 5, s. 343 (1908)
- Hydatid Mole. Its Relation To Chorioepithelioma And Cystic Degeneration Of The Ovaries. With Report Of Two Cases Complicated With Eclampsia. Can Med Assoc J 1, 10, ss. 958–971 (1911)
- A case of hydatiform mole with chorioepithelioma and eclamptic seizures. Am. J. Obst. (1911)
- Septic Puerperal Infection, Diagnosis And Treatment. Can Med Assoc J 4, 3, ss. 201–208 (1914)
- The diagnosis and treatment of abortion. Med. Rec. 92: 177-80 (1917)
- The relative infrequency of cancer of the uterus in women of the Hebrew race. W: Contributions to medical and biological research, dedicated to Sir William Osler, bart., M.D., F.R.S., in honour of his seventieth birthday, July 12, 1919. Vol. 2 New York P.B. Hoeber, 1919 ss. 1217-1225
- Missed abortion, with hydatidiform degeneration of the retained products. Am. J. Obst. 79: 152 (1919)
- The relative infrequency of Cancer of the Uterus in Women of the Hebrew race. Mt. Sinai Hosp. 10, 33 (1943)